# Освіта про зміну клімату

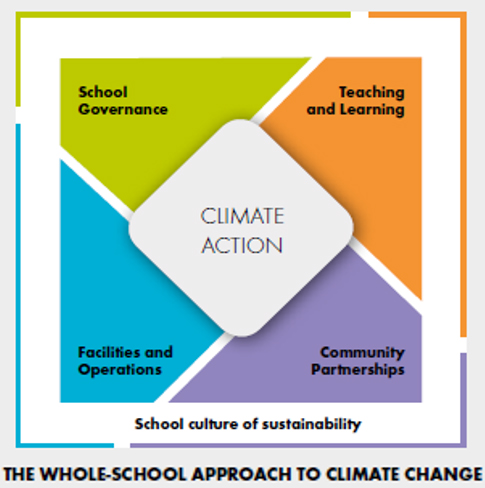
Цілісний підхід до впровадження освіти щодо зміни клімату в школі

Освіта про зміну клімату або кліматична освіта (англ. climate change education) - це освіта, яка має на меті вирішити та розвинути ефективні заходи щодо зміни клімату.  Вона допомагає учням зрозуміти причини та наслідки зміни клімату, готує їх до життя з наслідками зміни клімату та дає можливість вживати відповідних дій для прийняття більш сталого способу життя.
ОЗК допомагає політикам розуміти актуальність та важливість запровадження механізмів боротьби зі зміною клімату в національному та глобальному масштабах. Громади дізнаються про те, як зміна клімату вплине на них, що вони можуть зробити, щоб захистити себе від негативних наслідків, і як вони можуть зменшити свій кліматичний слід. Зокрема, ОЗК допомагає підвищити стійкість і без того вразливих громад, на які, швидше за все, негативно вплинуть зміни клімату.

Освіта щодо зміни клімату є частиною програми ЮНЕСКО "Освіта для сталого розвитку" (ОСР). У 2014 році ЮНЕСКО запустила Глобальну програму дій (GAP) щодо ОСР, офіційне продовження Десятиліття ООН від ОСР, із зміною клімату як критично важливою темою. ЮНЕСКО має на меті зробити освіту щодо зміни клімату більш помітною частиною міжнародної реакції на зміни клімату.
Освіта, поряд з навчанням, обізнаністю громадськості, участю громадськості, публічним доступом до інформації та міжнародним співробітництвом щодо зміни клімату, конкретно згадується у статті 6 Рамкової конвенції ООН про зміну клімату та статті 12 Паризької угоди. Дві статті зазвичай називають "Дії з метою посилення можливостей в сфері клімату". ЮНЕСКО працює разом з 12 Агентствами ООН для підтримки країн у досягненні цих статей. 

#### Програма ЮНЕСКО щодо кліматичної освіти для сталого розвитку
Програма «Освіта з питань зміни клімату для сталого розвитку» (CCESD) була створена в 2010 році ЮНЕСКО і мала на меті допомогти людям зрозуміти зміни клімату, розширивши діяльність ОЗК у неформальній освіті за допомогою засобів масової інформації, мереж та партнерств. Грунтуючись на цілісному підході освіти для сталого розвитку (ОУР), який включає в освіту ключові проблеми сталого розвитку, такі як зміна клімату, зменшення ризику стихійних лих та інші, таким чином, щоб вирішити взаємозалежність екологічної стійкості, економічної життєздатності та соціальної справедливості. Ця програма сприяє методам викладання та навчання, які мотивують та надають можливість учням змінити свою поведінку та вжити заходів для сталого розвитку. Програма «Освіта з питань зміни клімату для сталого розвитку» спрямована на те, щоб допомогти людям зрозуміти вплив глобальної зміни клімату сьогодні та підвищити «кліматичну грамотність», особливо серед молоді, і має на меті зробити освіту центральною частиною міжнародної реакції на зміну клімату. ЮНЕСКО працює з національними урядами, щоб інтегрувати CCESD у національні навчальні програми та розробляти інноваційні підходи до викладання та навчання CCESD. 

#### Розвиток кліматичної освіти

##### Італія
Згідно зробленої восени 2019 року міністром освіти Італії заяви, з вересня 2020 року у всіх класах італійських шкіл викладатиметься освіта щодо зміни клімату. Це зробить Італію першою країною, яка має обов'язкові години, орієнтовані на вивчення зміни клімату у всіх державних школах. Зміна клімату буде викладатися в курсах географії, громадянської освіти, математики, фізики тощо, як спосіб пов'язати зміни у нашому світі з практично всім іншим.

##### Велика Британія
Освіта з питань навколишнього середовища та сталого розвитку існувала в Англії з 1970-х років, коли організації громадянського суспільства взяли на себе провідну роль в цьому процесі. З кінця 1990-х років уряд Великої Британії сприяв сталому розвитку на місцевому, регіональному та національному рівнях. Однак, хоча низка стратегічних урядових звітів зверталася до кліматичної освіти, урядова політика менше фокусується на ОСР з 2010 року. 
У звіті «Освіта для сталого розвитку» у Великій Британії 2010 р. зазначалося, що в 2008 та 2009 рр. були ознаки значного прогресу щодо впровадження політики, пов'язаної з ОСР. Наприклад, у 2009 році виділили  Проект "Сталі школи", який спрямований на розширення можливостей молоді для подолання майбутніх викликів планети. Метою є, щоб до 2020 року всі школи були «Сталими школами». [1]
Згідно Сьомого Національного Повідомлення Великої Британії в ООН щодо зміни клімату - зміна клімату та більш широкі питання сталого розвитку є характерними для навчальних програм Великої Британії. З часу Шостого національного повідомлення (2013 р.) Велика Британія продовжує розвивати програму
Глобальний калькулятор 2050, а також підтримує 10 країн у розробці власних калькуляторів. (http://2050-calculator-tool.decc.gov.uk/)
Запуск урядової стратегії чистого зростання включає спеціальний Зелений тиждень, що зосереджений на питаннях клімату та якості повітря у Великій Британії.
В 2019 році на хвилі молодіжних кліматичних протестів була заснована ініціатива "Вчити для майбутнього"  https://www.teachthefuture.uk/ яка вимагає реформи освітньої системи. https://www.bbc.com/news/education-51492942

##### Данія
У 2008 та 2009 роках були прийняті численні нові ініціативи щодо освіти, навчання та інформування громадськості щодо питань зміни клімату з метою підтримки ролі Данії як господаря 15-ї Конференції Сторін РКЗК ООН 7-18 грудня 2009 року в Копенгагені. Хоча деякі з цих ініціатив були проектними та обмеженими у часі, деякі з цих ініціатив продовжуються зараз як частина звичайних навчальних програм у початкових школах, середніх школах та в університетах. Так, інформація про зміну клімату та сталий розвиток загалом для вчителів, які займаються початковою та нижчою середньою освітою, розміщена на вебсайті Міністерства освіти (www.emu.dk). 

##### Німеччина
Федеральне міністерство охорони навколишнього природного середовища, охорони природи, будівництва та ядерної безпеки пропонує різноманітні освітні ресурси в галузі змін клімату та кліматичних дій. Хоча вони в основному призначені для початкового та середнього рівнів, вони підходять для всіх типів шкіл. Ресурси адресовані вчителям усіх рівнів загальної та професійної освіти, а також мультиплікаторам поза школами. Акцент робиться на наданні ресурсів на порталі за адресою www.umwelt-im-unterricht.de, який пропонує плани уроків для двотижневих підрозділів, що висвітлюють актуальні екологічні проблеми та події, такі як конференції ООН щодо зміни клімату.
Ресурси та інші пропозиції доступні без реєстрації і є абсолютно безкоштовними при використанні для викладання. За кількома винятками, вміст доступний за ліцензіями «відкритих» (Creative Commons), що дозволяють користувачам поширювати та публікувати матеріали у зміненому вигляді.
Федеральне міністерство охорони навколишнього природного середовища, охорони природи, будівництва та ядерної безпеки фінансує освітні проекти в рамках Національної ініціативи щодо клімату (NKI) з метою підвищення обізнаності  вчителів та студентів щодо кліматичних активностей та заохочення їх до участі у практичних заходах. 

Включення кліматичної освіти до шкільної програми є однією з вимог руху Fridays for Future відомого також як Шкільний страйк заради клімату.